# 長靴
長靴（ちょうか、ながぐつ）は、皮やゴムでできた膝まで届く長い靴、という意味の言葉である。
日本国語大辞典では読みにより、下記のとおりに区別される。
- ちょうか  皮製のもので、軍人が乗馬や防寒のために用いるもの[2]。
- ながぐつ  皮やゴムでできている防水用のもの[2]。雨天や水作業や乗馬時などに使用する[2]。

日本語では靴を　長靴 - 半長靴 - 短靴 のように、長さに着目して分類する。"長靴"はそのひとつである。

## 軍人用（乗馬用や防寒用）の長靴

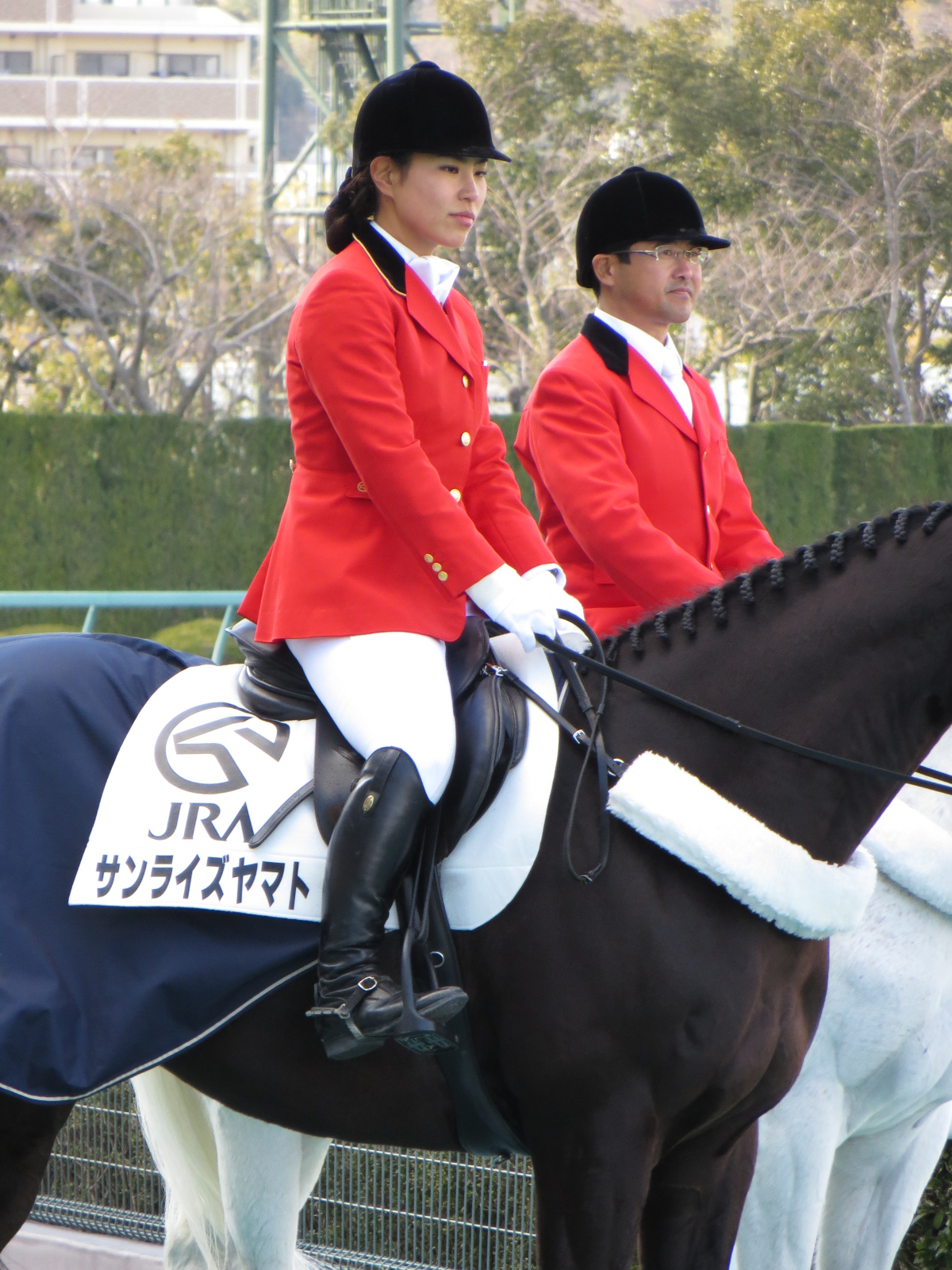
乗馬用長靴

最近では乗馬用のものは、乗馬クラブなどでは通常 "乗馬ブーツ"や "乗馬用ブーツ"と英語からカタカナにした表現で言ってしまうので、"ちょうか" や "ながぐつ" の音の違いは問題にならない。
ブーツ、軍服、乗馬服を参照のこと。

## 防水の長靴

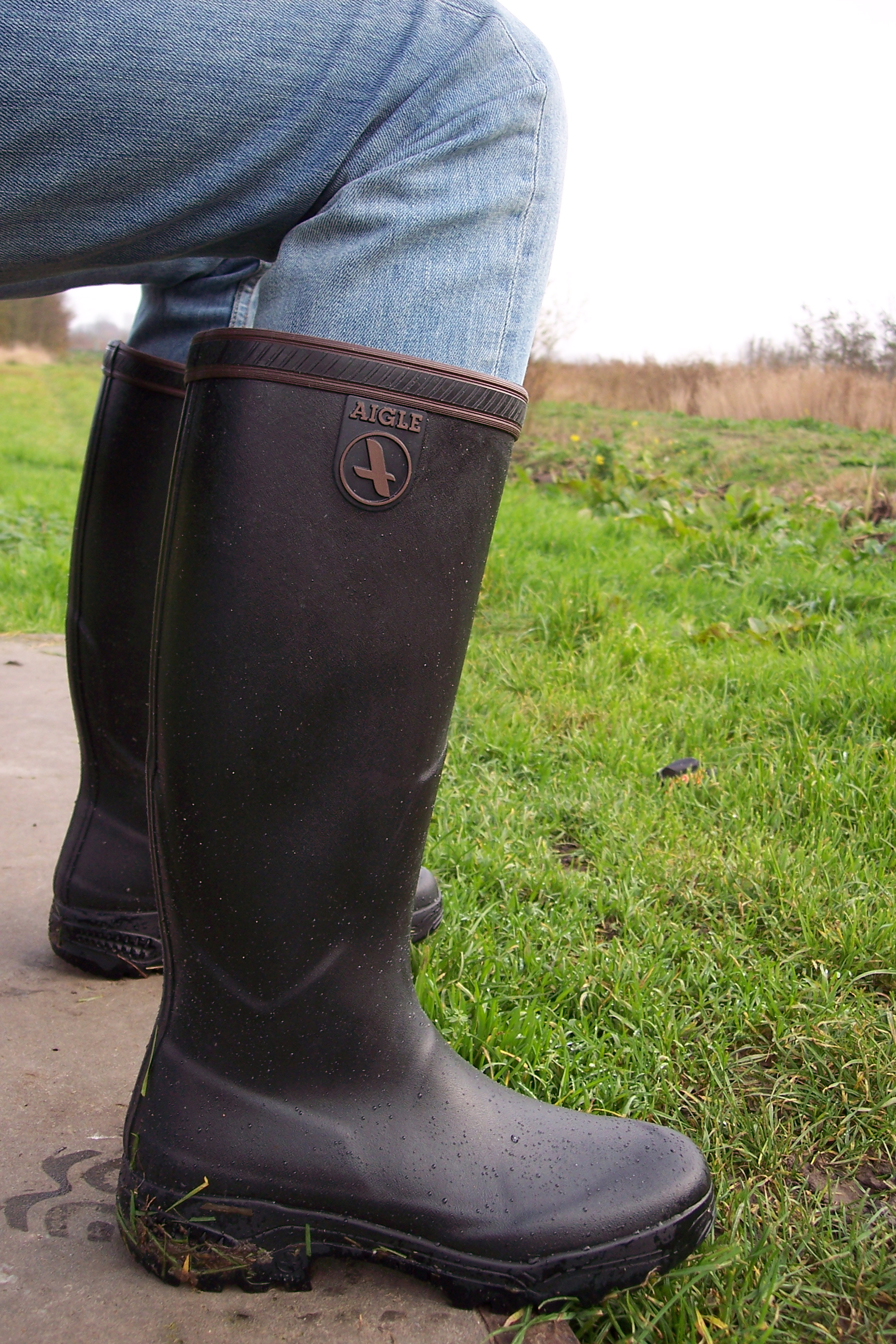
ラバー製の長靴

ゴム製のものはゴム長靴、ゴム長と略されることもある。革製のものもある。
起源はウェリントン・ブーツである。現在、英米ではゴム長靴をrubber bootsやgum bootsほか、wellintonsやwelliesと呼ぶ時がある。ドイツではゴム長靴という意味のGummistiefelと呼ばれる。フランス語ではbottes de pluie（ボッドプリュイ）やbottes en caoutchouc（ボッタンカウチュ）、bottes cuir verni（ボクイールヴェルニ）など。
地面が水・泥水などの液体で濡れ（てい）る状況において、足を防護するために用いられる。また、靴底を中心とした消毒が必要な状況下でも用いられる。
厨房や、水産・畜産・酪農現場などの作業用など。耐油性を持たせたものもある。
漁船上や、海岸などで釣りをする時などにも用いられることがある。特に長くて胴まで一体化した "胴付長靴" というものもある。
また、雨靴（レインブーツ）としても用いられる。
ゴム製・PVC（ポリ塩化ビニール）製の長靴は表面の全体にエナメル加工（Rubber:patent finish、PVC with shiny finish）されたものが多く、ロングブーツ型のレインブーツもエナメル革（天然革やビニールの合成皮革にエナメルをほどこしたもの）を使用する場合が多い。
ビニール製の長靴ではインジェクション長靴（金型への射出成型）というものもある。

### 戦後の製造・輸入
アメリカの大手百貨店が1951年(昭和26年)に発行した通信販売用カタログに、女性用ゴム長靴が「エレガン・レイン」の名称で掲載されており、エナメル加工が施されたゴム製で、色は赤、茶、黒、白とあり、1足3.45ドル。そして筒部分の長いタイプもゴム製。1足4.59ドルと記されている。
カタログを入手した「日本ゴム」が長靴のデザインを参考に、1954年から生産開始した。シアーズの通販季刊カタログには、60年代からロングブーツと共に長靴の女性モデルが毎年掲載されていた。

### ファッションとしての流行
1960年代後半にミニスカートにロングブーツの流行が起きると、ノキアが1967年にロングブーツのようなゴム長靴の製造を開始した。日本では1969年に、アサヒゴムが「ハイレイン」のブランドでロングブーツの形をした細め長めの婦人用ゴム長靴を発売。色も赤、白、黄、黒とラインナップを揃え、他社もロングタイプの長靴を競って発売する。
興国化学も1973年に「少女ハイレイン」のブランドで少女用ゴム長靴を、セミロング丈で筒の外側に飾り（銀ボタンや宝石）がある大人っぽいデザイン、「スノークイン」で女子大生やOLが雨靴のみならず雪靴として履ける細身のフォルムで強い光沢があり撥水機能が高い婦人用長靴、1978年にロングブーツのように長い「ラブレイン」を展開した。
それとは反対に1978年には、銀座かねまつがセミロング丈で長靴の形をしたブーツをロングブーツに使うエナメル革で作り、エナメルの長靴が流行した。長い髪でフェミニンな美青年が女物の長靴や婦人用ロングブーツを履くというスタイルや、若い女性が晴れた日に長靴を履くというファッションも見られた。
2005年頃から、海外の女優やモデルたちがハンターやエーグルなどのゴム長靴を愛用するようになり、映画「Mr.&Mrs. スミス」ではアンジェリーナ・ジョリーが長靴姿を披露した。
女装の婦人服モデルアンドレイ・ペジックはMarc Jacobsの長靴モデルを務め、ホットパンツやミニスカートに長靴という組み合わせが、秋冬のコートにロングブーツというコーディネートに対し、春夏のおしゃれとして定着するようになる。
さらに、近年の日本では野外ロック・フェスティバルがブームとなり、デニムの短パンとのコーディネートで、晴れの日でも長靴というファッションが再び注目されるようになった。同様の動きは中国や韓国など北東アジアでも見られ、北朝鮮では原色のカラフルな長靴が上流階級のステータス・シンボルと見なされ、裕福な女性や一部の若い男子が赤い長靴でおしゃれをするという。日本や中国からの輸入が主流だが、最近は順川の工場でも北朝鮮国産の長靴を製造している。

### 生活・文化
昭和の団地などでは、可愛い感じがするので小学低学年や幼稚園の女児が晴れた日も長靴を履いていた。また各メーカーも少女用ゴム長靴というジャンルの生産に注力していた。

#### 長靴ファッションを扱ったファッション誌・エッセイなど
- フランソワーズ・モレシャン 『F・モレシャンの知らなかったおしゃれ』（主婦と生活社 1978）
- 大橋歩 『おしゃれの絵本』（講談社 1978）。 『おしゃれ大好きノート』（文化出版局 1985）。『おしゃれ上手』（講談社 1985）

### 長靴を履いた人物・キャラクター
- ふしぎな赤い長ぐつ ウィリアムズ ウィッシュ ウェリントンズ（William's Wish Wellingtons）
- 江口寿史 『ストップ!! ひばりくん! コンプリート・エディション 2』
- かこさとし（加古里子） 絵本『だるまちゃん』シリーズ

### 長靴を履いたアイドル歌手の衣装
- 太田裕美 『九月の雨』[注 2]
- Mi-Ke 『想い出の九十九里浜』『Pink Christmas』[注 3]
- ルドイア☆星惑三第 - 6人が透明のビニール傘・赤や黄など色違いの光沢のある長靴を履いたアイドルユニット。グラビア系テレビ番組・グラビアDVDや音楽配信など（2006年10月7日から2007年9月29日）[17]。
- Orange Caramel （Orange Caramel (마법소녀) ） 『魔法少女』（Magic Girl (마법소녀) ）
- KARA（カラ、朝: 카라） 『Umbrella』[注 4]
- AKB48（山内瑞葵ほか全18名）『失恋、ありがとう』- 57thシングル(CD＋DVD)。ジャケット（Type AからTypeC および 初回限定盤）に六人が色違いの長靴・傘・レインコート写真[18]
- NGT48『世界の人へ』- 4thシングル(CD＋DVD)。MV（ロシアのウラジオストクおよび新潟市・みどりと森の運動公園）。ダンスシーンは、短い制服スカートに長靴の新潟女子高生スタイル[19]。新潟の雪上を舞台にお揃いの赤い長靴姿のメンバー写真カードもあり。
  - 上記の雨ヴァージョンで傘・レインコート・長靴姿の各メンバーごとの写真カード（5枚組）も発売。

### 長靴を履いた女優の映画
- オードリー・ヘップバーン 『おしゃれ泥棒』[注 5]。
- マルレーヌ・ジョベール 『雨の訪問者』[注 6]。
- ジェラルディン・チャップリン 『愛と哀しみのボレロ』[注 7]。

## 長靴を主題・題材にした文学・ドラマ
- 野田昌宏 『真っ赤な雨靴』[注 8]
- 宮沢賢治 『蛙のゴム靴』
- 江國香織 『赤い長靴』
- 梶山季之 『青い旋律』（劇画『雨靴物語』上村一夫）
- かこさとし 『長靴』（1982年）
- 團伊玖磨 『続パイプのけむり』「ゴム長」・『重ねてパイプのけむり』「長靴三銃士」
- 「人生読本　ファッション』（河出書房新社）「雨の日の黒いゴム長靴」（谷村新司　1975.8）、「ブーツ考」」（後藤明生　1977.2）』、「レインコートの男と女」（三宅菊子　1980.10）
- 池澤夏樹 『むくどりの巣ごもり』（朝日新聞出版）「ゴム長の一週間」
- 志茂田景樹 『長靴の恋幽霊』（集英社）
- テレビドラマ『チャコとケンちゃん』第17話「ママはお地蔵さま」（1968年7月25日）

## 長靴のブランド及び製造・販売会社
- ACQUO - ACQUO of Sweden (@acquo_of_sweden) | Twitter
- Kontio Classic - Nokia of Finland/Suomi（@nokia ）| Twitter
- kate spade new york - NY.USA (@katespadeny) | Twitter
- 第一ゴム株式会社

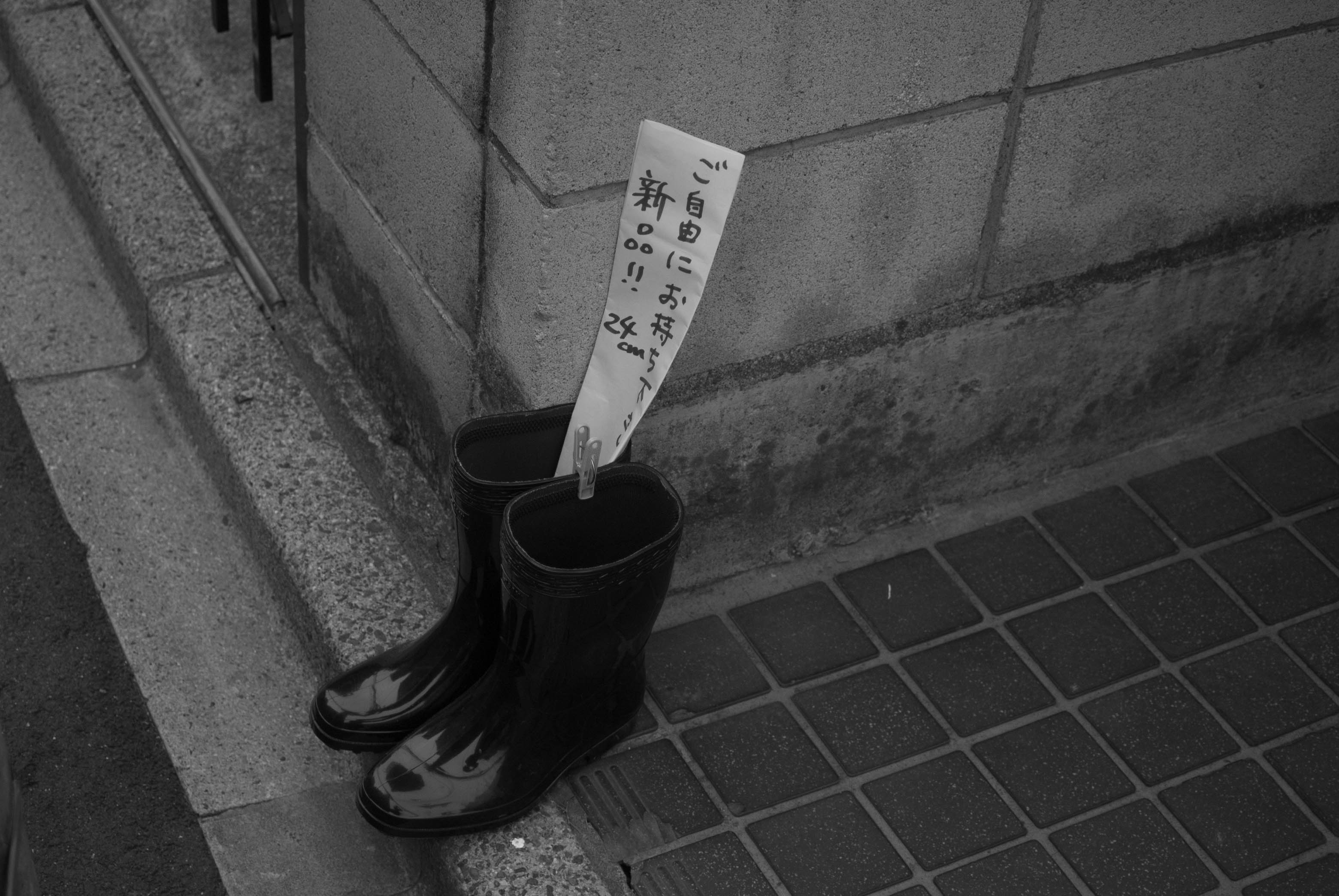
一般的なもの
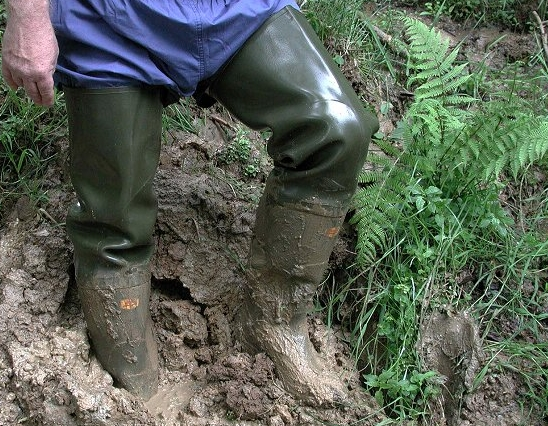
Over-the-knee boot
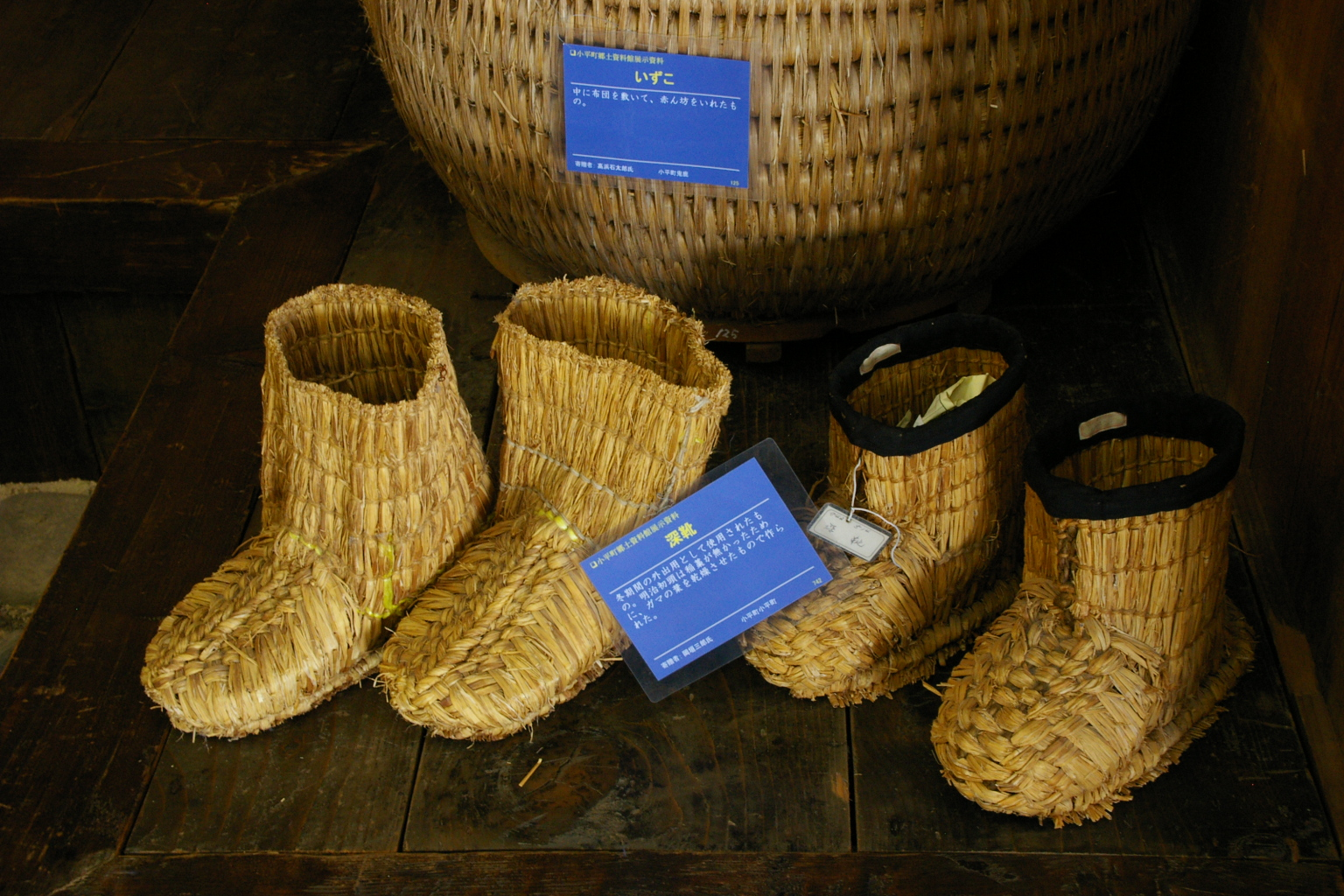
稲藁で作られた深靴（ブーツを参照）
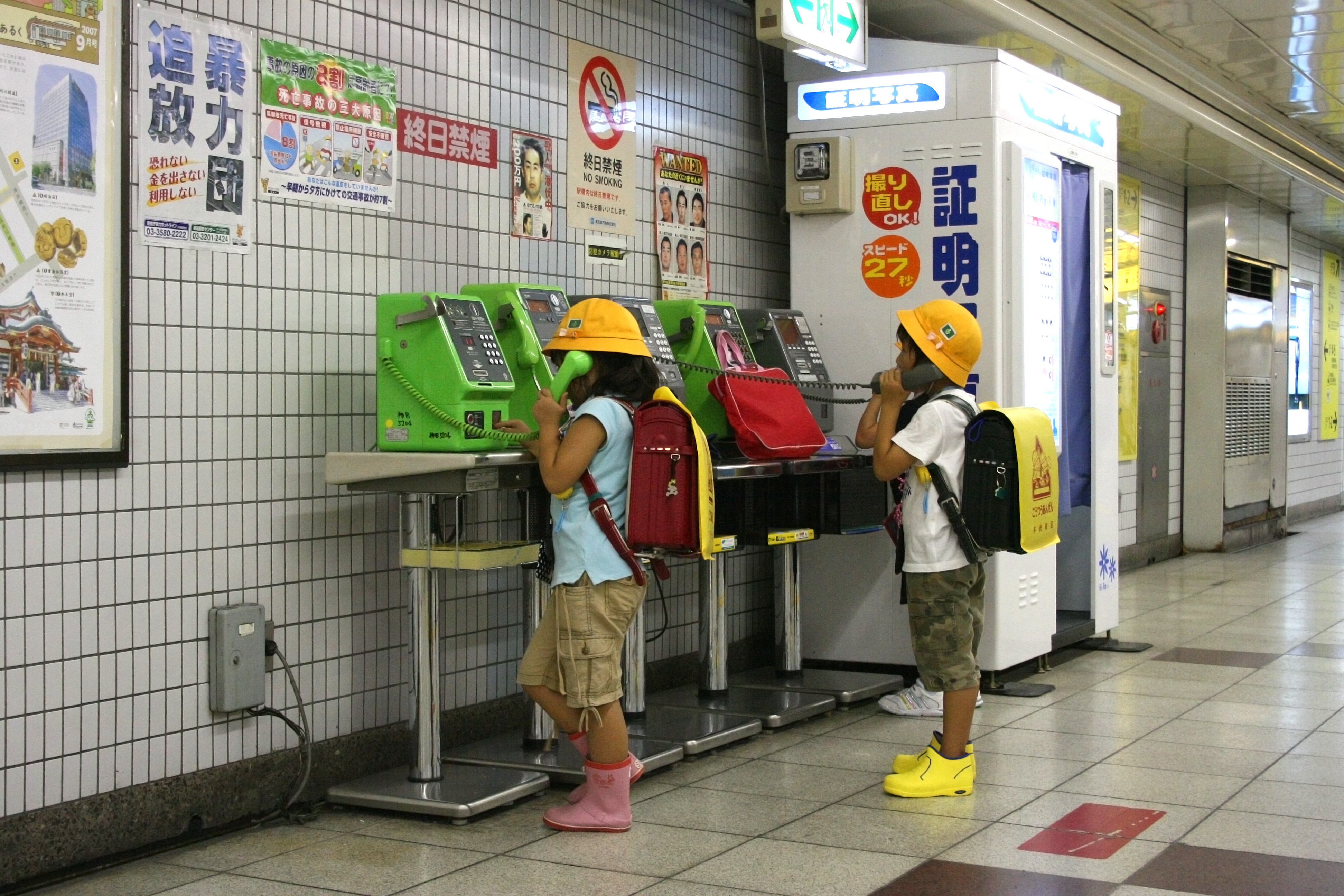
カラフルなレインブーツ （写真左の人物）
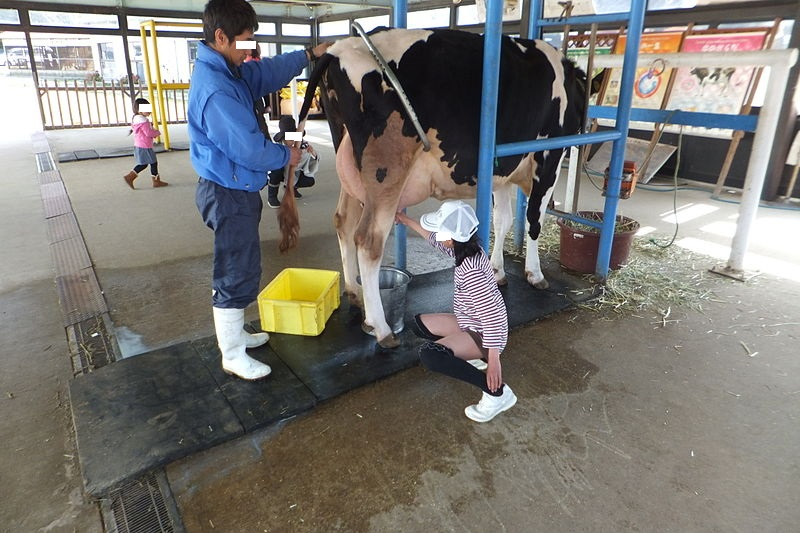
白い長靴 （写真左手前の人物）